# Régiment de Lynden hussards
Pour les articles homonymes, voir Lynden (homonymie).
Le régiment de Lynden hussards est un régiment de cavalerie du royaume de France créé en 1706.

## Création et différentes dénominations
- 1er janvier 1706 : création du régiment de Saint-Geniès hussards
- 14 décembre 1707 : renommé régiment de Rattzky hussards
- 1er août 1742 : renommé régiment de Lynden hussards
- 30 octobre 1756 : réformé par incorporation dans les régiments de Berchény, Turpin et Polleretzky

## Équipement

### Étendards
4 étendards « de ſoye bleue en pointes, fendus par le bas, & fleurs de lys brodées, & frangez d’or ».

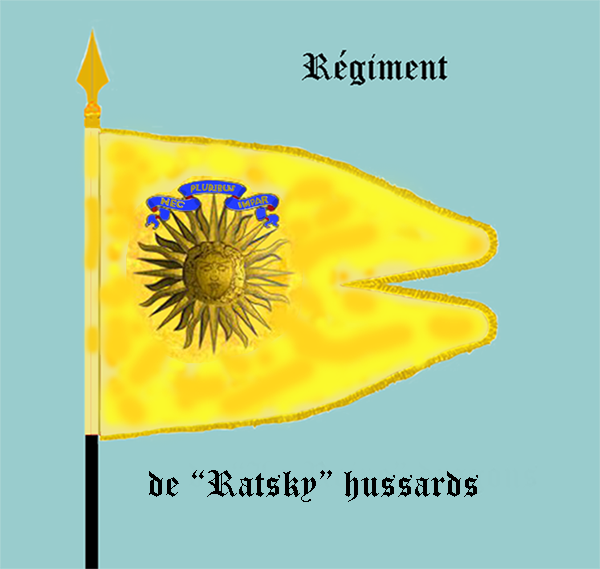
Guidon du régiment de Rattzky

### Habillement
« habit ou peliſſe bleu, veſte, manteau, culotte & doublure rouges, bonnet de drap rouge garni de peau d’ourſon, petits boutons d’étaim ronds & gances plattes & rondes pour boutonnieres, cartouche & bandouliere de cuir de rouſſi, & une autre pour la carabine ; l’équipage bleu, avec une fleur de lys aurore aux coins en pointe, & bottines noires. »

## Historique

### Colonels
- 1er janvier 1706 : marquis de Saint-Geniès, puis marquis de Navailles
- 14 décembre 1707 : Georges Bor, baron de Rattzky, brigadier de cavalerie le 1er février 1719, maréchal de camp le 1er août 1734, † 5 septembre 1742
- 1er août 1742 : Claude d’Aspremont, comte de Lynden, déclaré brigadier en octobre 1745 par brevet expédié le 1er mai, maréchal de camp le 10 mai 1748, † 1760

### Quartiers
- Vaucoulleurs[1]